# 광학 수차
수차(aberration, 收差)란 상을 맺을 때 한점에서 나온 빛이 광학계를 통한 다음 한점에 모이지 않고 영상이 빛깔이 있어 보이거나 일그러지는 현상이 나타나는 것을 말한다.
수차는 크게 단색수차(monochromatic aberration)와 색수차(chromatic aberration)로 나눌 수 있는데 둘 중 색수차는 렌즈의 매질이 가지는 분산 특성에서 비롯되고, 단색수차는 분산에 관계없이 렌즈나 거울의 기하학적인 형태에서 비롯된 것으로 구면수차, 코마수차, 비점수차, 만곡수차, 왜곡수차 등이 있다.
그 중 색수차를 제외한 단색수차 5가지를 자이델의 5대 수차 (The Five Seidel Aberrations)라고 한다. 이들을 발견하여 분류한 필리프 루트비히 폰 자이델의 이름을 따서 명명되었다.
수차는 광선의 이상행동으로 이해할 수 있지만 보다 엄밀하게는 파면의 이상행동으로 다루어야 한다.
예를 들어 평면파가 볼록렌즈에 입사했을 때에는 초점을 중심으로 한 구면파로 렌즈를 빠져나와야 한다. 따라서 구면에서 파면이 부분적으로 왜곡된 정도가 수차를 대변하고 이를 파면수차라 한다.
앞에 언급된 단색 수차인 구면수차(Spherical Aberration), 혜성형 수차(Coma), 비점수차(Astigmatism), 상면만곡(Curvature of field), 왜곡(Distortion) 수차 중에서 왜곡을 제외한 앞의 4가지의 수차는 상의 선명도에 영향을 주며 해상력을 저하시킨다.

## 구면수차 (Spherical Aberration)

구면수차

렌즈의 광축상의 물리적 점을 지나면서 광축을 많이 벗어나 렌즈에 입사하는 일련의 광선들은 평행축(paraxial image plane)에 수직으로 놓여 있다면 점모양의 화상 대신에 작은 원판의 형태로 초점이 맺힌다. 이러한 현상을 구면수차라 한다. 구면수차는 광축에서 가까운 근축광선의 초점과 광축에서 먼 원축광선의 초점이 서로 다르기 때문에 나타난다. 따라서 구면수차는 수직수차(광축에서 벗어난 거리)로 표현된다. 그림에서 구면수차는 입사동(Entrance Pupil)에서의 높이로 수직축으로 나타난다. 수평축에는 광선이 광축과 교차하는 평행초점 면으로 거리를 두고 나타난다.
구면수차는 렌즈의 조리개를 닫으면(피사계 심도를 높이면) 크게 개선된다. 완전개방에서 2~3단계 조리개를 닫으면 거의 사라진다. 구경이 더 닫히게 되면 점차 회절현상이 일어나므로 렌즈의 구경이 너무 닫히면 이미 얻은 선명도를 다시 잃게 된다. 반사망원경에서 포물면경을 사용하거나 렌즈면을 비구면 렌즈 (Aspherical Lens)로 연마하여 사용하는 이유가 바로 구면 수차를 없애기 위함이다.

## 혜성형 수차 (Coma)

혜성형 수차

구면수차가 완전히 교정되어도 광축을 벗어난 점에서는 다른 종류의 수차가 나타난다. Coma는 이들 중 하나다. 광축에 일정한 각도로 입사하는 광선은 화상면 위에 점으로 초점이 맺지 않고 꼬리를 끄는 혜성형의 상으로 형성된다. 그 꼬리는 화상면의 중심 쪽을 가리키거나 반대방향을 가리키며 안쪽 Coma나 바깥쪽 Coma를 만든다. 광축에 대해 동심의 선들이 갖는 피사체는 각각의 동심선의 가장자리를 따라 심각한 Blur(흐림현상)를 나타낸다. 상의 가장자리 둘레의 Coma 컨트라스트가 교정되지 않은 렌즈는 렌즈로서의 가치가 없다. 코마는 렌즈 조리개를 줄임으로써 개선할 수 있다.

## 비점수차 (Astigmatism)

비점수차

구면수차와 혜성형 수차가 교정된 렌즈라도 광축을 벗어난 점은 여전히 점으로 초점이 맞지 않는다. 그러나 상이 타원형태를 이루거나 초점선(Focal Line)이라 불리는 일련의 선의 쌍중 하나로 이루어진다. 점 모양의 피사체가 비축상에서 방사상으로 수직하게 (동심원 방향으로) 늘어지게 맺히는 수차를 비점수차라 한다. 일반적으로 비점수차는 코마수차와 수직한 방형으로 나타나는 것이 보통이며, 두 수차 모두 광축에서는 (시야의 중심에서는) 나타나지 않는다.
비점수차가 나타나는 기본적인 원인은 서로 굴절 혹은 반사되는 면에서 방사상의 면과 동심원방향의 면의 굴절률 혹은 반사각이 다르기 때문에 나타난다. 따라서 동심의 원들은 한 점에서는 선명한 초점을 맺지만 방사상 선들이 초점이 맞지 않으며, 다른 점에서는 방사상의 선들이 선명한 초점을 맺고 동심의 원들이 초점이 흐려진다. 하나의 점이 두 종류의 수직선들의 상, Sagittal Image Line과 Meridional Image Line(수평선과 수직선)의 상을 만들게 된다.
초점이 맞는 피사체의 전경과 배경에서, 중심 패턴 상의 이미지 블러를 일으켜 렌즈에 비정상 흐림현상이라는 문제를 일으킨다.
렌즈 조리개를 닫으면 초점심도가 깊어져 어느정도 비점수차를 흡수하지만, 완전히 없애지는 못한다. 동심원과 방사상의 선들로 이루어진 해상도 챠트가 비점수차를 테스트하기 위해 이용된다.

## 상면만곡 (Curvature of field)

상면만곡

상면만곡은 평면 피사체를 평면적인 상으로 초점을 맞추지 못하는 렌즈의 결함 현상이다. 피사체의 중심이 선명하게 초점이 맞으면 주변이 초점이 맞지 않는다. 반대로 주변을 선명하게 초점을 맞추면 중심이 흐려져 보인다. 수평과 수직선으로 이루어진 상의 평면은 평평한 면이 아니라 렌즈의 표면과 같이 굽어져 있다. 두 평면이 떨어져 있으면 실질적인 영향을 주는 상면은 이들 사이에 놓여 있고 이 면 또한 보통은 굽어져 있다. 이러한 굴곡을 상면 만곡이라 한다. 비점수차처럼 상면만곡도 초점심도를 늘리기 위해 렌즈의 조리개를 닫으면 흡수 가능하다.

## 왜곡 (Distortion)

왜곡

이제까지의 수차는 모두 화상의 초점 선명도와 관계가 있지만, 왜곡은 화상의 전체적인 모양(Shape)과 관련이 있다. 왜곡은 보통, 이상적인 상의 위치를 벗어난 거리에 대한 이상적인 상의 높이의 백분율로 표현된다. 왜곡은 피사체의 정확한 상과 같지 않은 Pincushion(실패형)이나 Barrel(원통형) 효과를 보여준다. 일반적으로 줌렌즈는 가장 짧은 초점길이(최대 광각점)일 때 음의(원통형) 왜곡을 보이며, 가장 긴 초점길이(최대 망원점)일 때 양의(실패형) 왜곡을 보인다.